# Kometna obitelj
Kometna obitelj  je skupina kometa, koji imaju slične putanje. Većinom je apogej svojstveni orbitalni element takve skupine. 
Nije uvijek isti izvor ni nastanak jedne kometne obitelji. Nastaju zbog utjecaja planeta, koji privuku veći broj kometa različita izvorišta. Na primjer Jupiter obvladjue Jupiterovom obitelji kometa, koji nemaju zajednički izvor i bili su skupljeni iz većeg broja putanja. Uobičajeno je vrh razdiobe afela kometa jedne obitelji približno na udaljenosti koja je jednaka udaljenosti kometa između velikih planeta od Sunca, npr. Jupitera. Planetov upliv na kometovu putanju toliko je jak, da mu se prvotna putanja lako promijeni. Moguć je također i prelazak kometa iz jedne u drugu kometnu obitelj zbog upliva drugog planeta.
Svi veliki planeti imaju kometne obitelji. Kao kometne obitelji danas ubrajamo ove vrste kometa: Jupiterova, Saturnova, Enckeove, Hironove, Halleyjeve, Uranove, Neptunove, Kreutzove (blizusunčeve).